# Hedwige de Hesse-Cassel
Hedwige de Hesse-Cassel (30 juin 1569 à Cassel; 7 juillet 1644 à Stadthagen) est une princesse de Hesse-Cassel par la naissance et par le mariage, comtesse de Schaumbourg.

## Biographie
Hedwige est la fille du comte Guillaume IV de Hesse-Cassel (1532-1592) de son mariage avec Sabine de Wurtemberg (1549-1581), fille du duc Christophe de Wurtemberg.
Elle épouse le 11 septembre 1597 au château de Wilhelmsbourg (en) à Schmalkalden le comte Ernest de Schaumbourg (1569-1622). Quand Hedwige est fiancée en 1593, son frère de Maurice a imposé la condition qu'Ernest participe au gouvernement de Schaumbourg avec son demi-frère Adolphe. En 1559, Schaumbourg est divisé par le Traité de Minden et Ernest reçoit le bas-Schaumbourg, composé des districts Sachsenhagen, Hagenburg et Bokeloh.
Hedwige et Ernest vivent d'abord au château de Sachsenhagen, transformé en palais. Ernest déménage plus tard le siège du gouvernement à Bückeburg. Ernest est mort en 1627. Hedwige construit un mausolée princier dans l'église Saint-Martin de Stadthagen.
Leur mariage reste sans enfant. Hedwige a reçu la ville et le district de Stadthagen comme son douaire. Elle possédait une créance sur la Hesse de 100000thaler avec les intérêts. Elle a donné à son neveu Guillaume V de Hesse-Cassel une rente annuelle et, plus tard, a légué ses obligations et toute sa dot et ses droits sur le comté de Schaumbourg à sa veuve, la landgravine Amélie-Élisabeth de Hanau-Münzenberg, qui était aussi nommée exécutrice testamentaire de son testament.
Hedwige est morte en 1644, et est enterrée dans le mausolée princier de l'église Saint-Martin à Stadthagen, à côté de son mari. Une épitaphe au-dessus de sa tombe, se lit comme suit: Il n'y a pas de plus sainte décision de veuvage, que de passer sa vie à réaliser que ce qui a été confiée par la dernière volonté et à le garder, lorsqu'il est réalisé.